# 리틀이털리 (맨해튼)

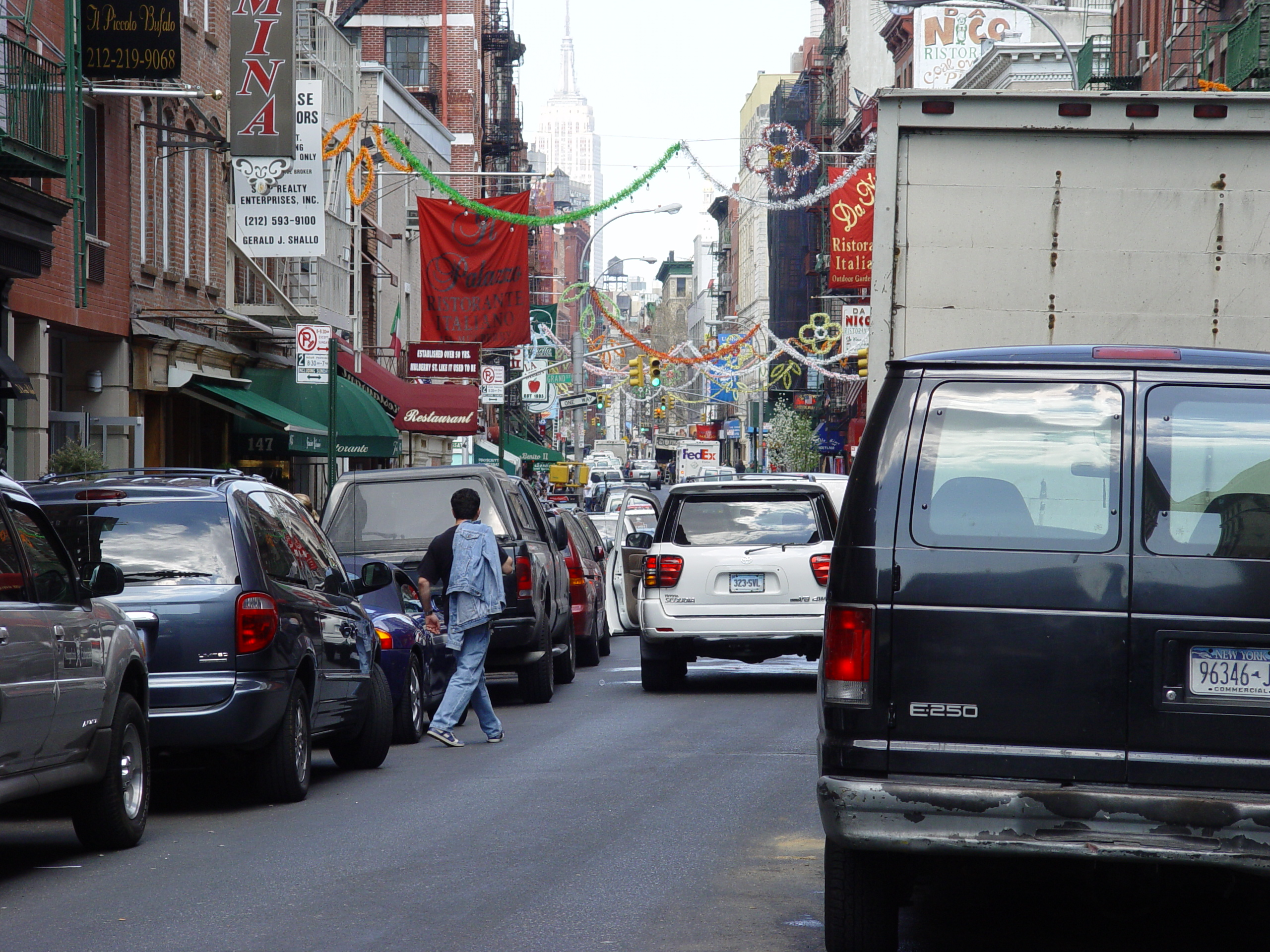
리틀이털리

리틀이털리(Little Italy)는 로어 맨해튼에 위치한 이탈리아계 주민들이 많이 거주하는 지역이다.

## 같이 보기
- 리틀이털리
- 로어맨해튼